# Bük
Bük (in tedesco Wichs) è una città di 3.360 abitanti situata nella contea di Vas, nell'Ungheria nord-occidentale.

## Amministrazione

### Gemellaggi
- Illingen
- Törökbálint